# Conferința de la Zimmerwald

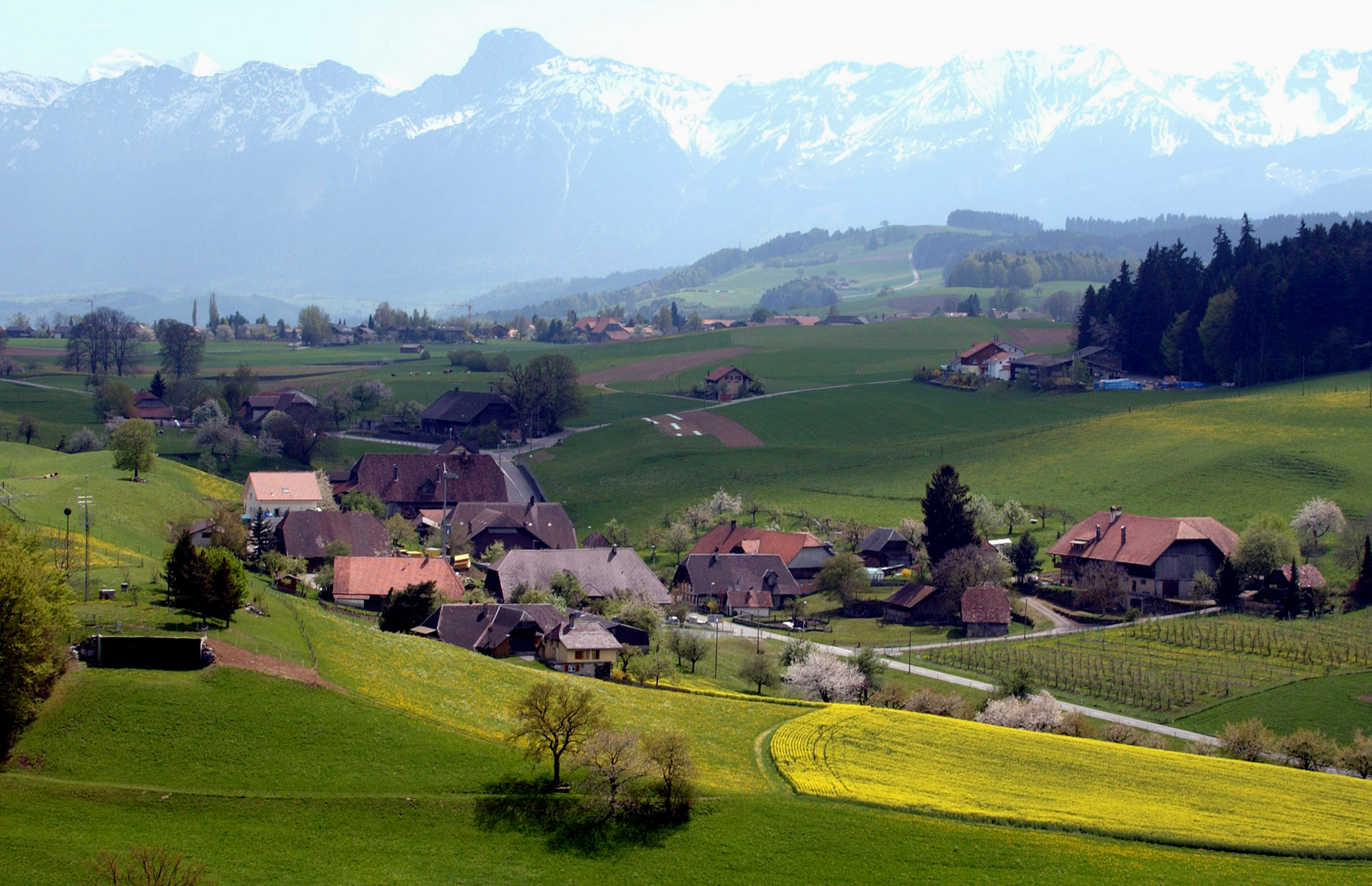
Englisberg și Zimmerwald

Conferința de la Zimmerwald s-a ținut în orașul Zimmerwald, Elveția, în perioada 5 septembrie – 8 septembrie 1915. A fost o conferință internațională socialistă, care a marcat începutul ruperii coaliției dintre aripa socialiștilor de stânga, (comuniștii), și aripa socialiștilor de dreapta (social democrații), coaliție cunoscută sub numele de Internaționala a doua. 
La conferința au participat 38 de delegați din Rusia, Polonia, Italia, Elveția, Bulgaria, România, Germania, Franța, Olanda, Suedia și Norvegia. În ajunul conferinței, Vladimir Ilici Lenin a organizat un grup de socialiști internaționaliști, Stânga Zimmerwald, care a protestat împotriva socialiștilor de centru și centru-dreapta majoritari la conferință, (Centrul Zimmerwald, condusă de Robert Grimm).
Principala problemă discutată la conferință a fost cea a luptei proletariatului pentru pace pe durata primului război mondial. Pe durata discuțiilor asupra acestei probleme, socialiștii de stânga au prezentat o rezoluție și un manifest care dezvaluiau caracterul imperialist al războiului, care condamnau în mod hotărât șovinismul social și care chemau clasa muncitoare din țările implicate în război la declanșarea războiului civil, care ar fi avut ca scop câștigarea puterii politice, pentru organizarea socialistă a societății. Majoritatea participanților la conferință a respins ambele documente, propunând o rezoluție limitată la o declarație pacifistă. Lenin, în numele celor de stânga, a cerut o definire concretă a sloganurilor politice. Lenin a declarat că societatea se află în ajunul unei ere revoluționare, în timpul căreia masele erau gata să pornească lupta revoluționară, deci ar fi fost necesar să se menționeze mijloacele prin care această luptă avea să se desfășoare.
Conferința a avut o rezoluție de compromis, un manifest care în multe din multe puncte de vedere nu corespundea platformei ideologice a Stângii Zimmerwald dar, ca un tot, corespundea sarcinii mobilizării proletariatului internațional în lupta împotriva imperialismului și a războiului și de asemenea recunoștea caracterul imperialist al războiului și menționa, (deși în expresii insuficient de clare), falsitatea sloganului "apărarii patriei" și trădarea faptuită de conducătorii celei de-a doua Internaționale. "Manifestul", nota Lenin, "indicata de fapt un pas înainte către despărțirea practică de oportunismul și de șovinismul social". Participanții la conferință au fost de acord cu o rezoluție de simpatie cu cei persecutați datorită războiului, care exprima simpatia frățească cu deputații bolșevici ai Dumei exilați în Siberia și de asemenea simpatia pentru Karl Liebknecht, Rosa Luxemburg, Clara Zetkin "și toți ceilalți tovarăși, care sunt persecutați sau arestați pentru faptul că sunt împotriva războiului.". 
A fost creată o comisie internațională socialistă, care era de fapt un nou birou socialist internațional, (ales în ciuda dorinței celui vechi), care avea la bază manifestul, care condamna explicit tacticile vechiului birou. La conferința de la Zimmerwald au fost prezentate două poziții distincte și care erau și au rămas independente: cea a celor de centru și de centru-dreapta, care a prevalat la conferință, și cea a revoluționarilor internaționaliști. Criticând poziția majorității, Lenin a subliniat că Stânga Zimmerwald trebuie să acționeze în continuare în cadrul Asociației Zimmerwald. Lenin a mai spus că ralierea la poziția Stângii Zimmerwald, deși parțială, a fost cel mai mare succes al conferinței.